# Robert de Sorbon
Robert de Sorbon (Sorbon, 9 ottobre 1201 – Parigi, 15 agosto 1274) è stato un teologo francese cappellano e confessore di Luigi IX di Francia e fondatore del collegio della Sorbona di Parigi.
Nato in una povera famiglia a Sorbon, in quello che oggi è il dipartimento delle Ardenne, Robert de Sorbon entrò a far parte della Chiesa e ricevette la sua educazione a Reims e a Parigi. Si fece notare per la sua pietà e grazie ad essa ricevette il patrocinio da parte del conte d'Artois e dal re Luigi IX di Francia, in seguito noto come San Luigi dei Francesi. Intorno al 1215 divenne canonico di Cambrai, prima di essere nominato canonico di Parigi e confessore del re nel 1258.
Sorbon iniziò a insegnare intorno al 1253 e nel 1257 fondò il collegio della Sorbona, un collegio parigino che inizialmente intendeva insegnare teologia a venti studenti poveri. L'impresa venne finanziata da re Luigi e ricevette l'approvazione di papa Alessandro IV nel 1259 e l'aiuto di Pietro di Limoges. Successivamente, il collegio divenne un importante centro di insegnamento e divenne il nucleo di quella che sarebbe diventata l'Università di Parigi. Sorbon fu rettore dell'università, insegnò e predicò lì dal 1258 fino alla sua morte, avvenuta a Parigi nel 1274. Inoltre, fu autore di diverse opere scritte riguardanti la teologia morale, tra cui De conscientia, De tribus dietis, Ad sanctam et rectam confessionem.